# Indiai levéljáró
Az indiai levéljáró (Metopidius indicus) a madarak osztályának lilealakúak (Charadriiformes) rendjébe, ezen belül a levéljárófélék (Jacanidae) családjába tartozó Metopidius nem  egyetlen faja.

## Rendszerezése
A fajt John Latham angol ornitológus írta le 1790-ben, a Parra nembe Parra indica néven.

## Előfordulása
Banglades, Kambodzsa, Kína, India, Indonézia, Laosz, Malajzia, Mianmar, Nepál, Pakisztán, Thaiföld, Vietnám területén honos.
Természetes élőhelyei a szubtrópusi vagy trópusi szezonálisan elöntött gyepek, mocsarak, lápok és tavak környékén. Állandó, nem vonuló faj.

## Megjelenése
Testhossza 31 centiméter, testtömege 147-354 gramm.
|  |

## Természetvédelmi helyzete
Az elterjedési területe rendkívül nagy, egyedszáma viszont ismeretlen. A Természetvédelmi Világszövetség Vörös listáján nem fenyegetett fajként szerepel.